# Dwight McNeil
Dwight James Matthew McNeil (Rochdale, Gran Mánchester, Inglaterra, 22 de noviembre de 1999) es un futbolista inglés. Juega de centrocampista y su equipo es el Everton F. C. de la Premier League de Inglaterra.

## Trayectoria
McNeil comenzó su carrera en las inferiores del Manchester United antes de unirse a la academia del Burnley en 2014. Fue transferido al primer equipo del Burnley en febrero de 2018 para el encuentro contra el Swansea City de la Premier League. Firmó un contrato profesional con el club el 10 de abril de 2018 por tres años. Debutó con el primer equipo el 13 de mayo en la última fecha de la Premier League 2017-18 contra el AFC Bournemouth.
El 28 de julio de 2022, tras el descenso del equipo a la EFL Championship, fue traspasado a un Everton F. C. con el que firmó por cinco años.

## Estadísticas

### Clubes
Actualizado al último partido disputado el 25 de mayo de 2025.
| Club                     | Div.          | Temporada     | Liga  | Liga  | Copas nacionales | Copas nacionales | Copas internacionales | Copas internacionales | Total | Total |
| Club                     | Div.          | Temporada     | Part. | Goles | Part.            | Goles            | Part.                 | Goles                 | Part. | Goles |
| ------------------------ | ------------- | ------------- | ----- | ----- | ---------------- | ---------------- | --------------------- | --------------------- | ----- | ----- |
| Burnley F. C. Inglaterra | 1.ª           | 2017-18       | 1     | 0     | 0                | 0                | —                     | —                     | 1     | 0     |
| Burnley F. C. Inglaterra | 1.ª           | 2018-19       | 21    | 3     | 3                | 0                | 2                     | 0                     | 26    | 3     |
| Burnley F. C. Inglaterra | 1.ª           | 2019-20       | 38    | 2     | 2                | 0                | —                     | —                     | 40    | 2     |
| Burnley F. C. Inglaterra | 1.ª           | 2020-21       | 36    | 2     | 4                | 0                | —                     | —                     | 40    | 2     |
| Burnley F. C. Inglaterra | 1.ª           | 2021-22       | 38    | 0     | 2                | 0                | —                     | —                     | 40    | 0     |
| Burnley F. C. Inglaterra | Total club    | Total club    | 134   | 7     | 11               | 0                | 2                     | 0                     | 147   | 7     |
| Everton F. C. Inglaterra | 1.ª           | 2022-23       | 36    | 7     | 3                | 0                | —                     | —                     | 39    | 7     |
| Everton F. C. Inglaterra | 1.ª           | 2023-24       | 35    | 3     | 6                | 0                | ―                     | ―                     | 41    | 3     |
| Everton F. C. Inglaterra | 1.ª           | 2024-25       | 21    | 4     | 2                | 1                | ―                     | ―                     | 23    | 5     |
| Everton F. C. Inglaterra | Total club    | Total club    | 92    | 14    | 11               | 1                | 0                     | 0                     | 103   | 15    |
| Total carrera            | Total carrera | Total carrera | 226   | 21    | 22               | 1                | 2                     | 0                     | 250   | 22    |
| 1. 2.                    |               |               |       |       |                  |                  |                       |                       |       |       |